# 춘천지방법원 강릉지원
춘천지방법원 강릉지원은 춘천지방법원 관할구역 중 강릉시, 동해시, 삼척시의 재판을 관할하는 지방법원이다.

## 관할 구역
- 재판관할
  - 강릉지원: 강릉시, 동해시, 삼척시
  - 동해시법원: 동해시
  - 삼척시법원: 삼척시
- 등기관할
  - 강릉지원 등기과: 강릉시
  - 동해등기소: 동해시
  - 삼척등기소: 삼척시
- 항소관할                                                      춘천지방법원(철원군을 제외한 강원특별자치도 전역 관할)강릉지원 관내 (강릉시 동해시 삼척시) 단독재판부 1심 판결 사건 사물에 대한 항소 사건 중 춘천지방법원 본원 항소재판부(단독재판부 1심 판결에 대한 항소사건은 지방법원 본원 항소합의재판부 관할 사물)에서 다루지 아니하는 사물과 춘천지방법원 속초지원 관내 (속초시 고성군 양양군) 단독재판부 1심 판결 사건 사물에 대한 항소 사건 중 춘천지방법원 본원 항소재판부에서 다루지 아니하는 사물을 관할

## 특이사항
춘천지방법원 강릉지원은 강릉지원과 속초지원의 관할지역의 단독재판의 항소부와 행정부를 별도로 설치되어 있다.